# Черкасова Гірка
Черкасова Гірка (рос. Черкасова Горка) — присілок Бокситогорського району Ленінградської області Росії. Входить до складу Анісімовського сільського поселення.
Населення — 3 особи (2007 рік). 